# Hîjînți, Lîseanka
Hîjînți (în ucraineană Хижинці) este localitatea de reședință a comunei Hîjînți din raionul Lîseanka, regiunea Cerkasî, Ucraina.

## Demografie
Componența lingvistică a localității Hîjînți
     Ucraineană (94,94%)
     Rusă (4,92%)
     Alte limbi (0,14%)
Conform recensământului din 2001, majoritatea populației localității Hîjînți era vorbitoare de ucraineană (94,94%), existând în minoritate și vorbitori de rusă (4,92%).